# Live Oak (Florida)
Live Oak ist eine Stadt und zudem der County Seat des Suwannee County im US-Bundesstaat Florida.
Das U.S. Census Bureau hat bei der Volkszählung 2020 eine Einwohnerzahl von 6735 ermittelt.

## Geographie
Live Oak liegt jeweils etwa 120 Kilometer östlich von Tallahassee sowie westlich von Jacksonville.

## Geschichte
Das Eisenbahnzeitalter im späteren Live Oak begann an dieser Stelle im Jahre 1861, als durch die Pensacola and Georgia Railroad eine Bahntrasse von Tallahassee bis Lake City fertiggestellt wurde. Dieselbe Bahngesellschaft errichtete bis 1865 einen Abzweig von Live Oak weiter in Richtung Du Pont bis zur Staatsgrenze mit Georgia, der 1984 schließlich stillgelegt wurde. Die Town of Live Oak wurde am 24. April 1878 offiziell gegründet. 1881 wurde durch die Live Oak and Rowland’s Bluff Railroad eine weitere Bahnstrecke von Live Oak über High Springs nach Gainesville eröffnet, die 1884 in das Plant System überging. Von 1895 bis 1916 bestand ferner die Live Oak and Gulf Railway.

## Demographische Daten
Laut der Volkszählung 2010 verteilten sich die damaligen 6850 Einwohner auf 2881 Haushalte. Die Bevölkerungsdichte lag bei 232,2 Einw./km². 54,4 % der Bevölkerung bezeichneten sich als Weiße, 35,0 % als Afroamerikaner, 0,5 % als Indianer und 1,0 % als Asian Americans. 6,7 % gaben die Angehörigkeit zu einer anderen Ethnie und 2,4 % zu mehreren Ethnien an. 16,2 % der Bevölkerung bestand aus Hispanics oder Latinos.
Im Jahr 2010 lebten in 36,7 % aller Haushalte Kinder unter 18 Jahren sowie 29,3 % aller Haushalte Personen mit mindestens 65 Jahren. 64,1 % der Haushalte waren Familienhaushalte (bestehend aus verheirateten Paaren mit oder ohne Nachkommen bzw. einem Elternteil mit Nachkomme). Die durchschnittliche Größe eines Haushalts lag bei 2,61 Personen und die durchschnittliche Familiengröße bei 3,17 Personen.
30,2 % der Bevölkerung waren jünger als 20 Jahre, 26,4 % waren 20 bis 39 Jahre alt, 22,5 % waren 40 bis 59 Jahre alt und 20,8 % waren mindestens 60 Jahre alt. Das mittlere Alter betrug 34 Jahre. 49,0 % der Bevölkerung waren männlich und 51,0 % weiblich.
Das durchschnittliche Jahreseinkommen lag bei 24.065 $, dabei lebten 38,4 % der Bevölkerung unter der Armutsgrenze.
Im Jahr 2000 war Englisch die Muttersprache von 91,97 % der Bevölkerung und spanisch sprachen 8,03 %.

## Sehenswürdigkeiten
Folgende Objekte sind im National Register of Historic Places gelistet:
- George Allison House
- Bishop B. Blackwell House
- Hull-Hawkins House
- Old Live Oak City Hall
- Dr. Price House
- Suwannee County Courthouse
- Union Depot and Atlantic Coast Line Freight Station

## Verkehr
Live Oak wird von den U.S. Highways 90 (SR 10) und 129 sowie von der Florida State Road 51 durchquert. Der nächste Flughafen ist der Valdosta Regional Airport (rund 70 km nordwestlich).

## Kriminalität
Die Kriminalitätsrate lag im Jahr 2010 mit 494 Punkten (US-Durchschnitt: 266 Punkte) im hohen Bereich. Es gab drei Vergewaltigungen, 18 Raubüberfälle, 52 Körperverletzungen, 150 Einbrüche, 182 Diebstähle und zwölf Autodiebstähle.

## Persönlichkeiten
- William Newsome (* 1952), Neurowissenschaftler